# Australian Open 1993 (gemengddubbel)
|                         |  |                 |
| Arantxa Sánchez Vicario |  | Todd Woodbridge |

Op het Australian Open 1993 speelden de vrouwen en mannen de wedstrijden in het gemengd dubbelspel van 22 tot en met 31 januari 1993.

## Toernooisamenvatting
Titelverdedigers Nicole Provis en Mark Woodforde waren het vijfde reekshoofd. Zij kwamen niet verder dan de tweede ronde.
Het als eerste geplaatste duo Arantxa Sánchez Vicario / Todd Woodbridge won het toernooi. In de finale versloegen zij het als derde geplaatste Amerikaanse koppel Zina Garrison-Jackson en Rick Leach in twee sets. Het was hun tweede gezamenlijke titel. Sánchez Vicario had daarnaast één eerdere dubbelspeltitel met een andere partner; Woodbridge ook een.
Er waren vijf Nederlandse deelnemers:
- Manon Bollegraf en Tom Nijssen bereikten de tweede ronde.
- Eenzelfde resultaat bereikte Jacco Eltingh, met de Australische Michelle Jaggard-Lai aan zijn zijde.
- Hendrik Jan Davids en de Française Mary Pierce strandden al in de eerste ronde.
- Ook Tom Kempers en de Amerikaanse Robin White konden na hun eerste optreden huiswaarts keren.

## Geplaatste teams
| Nr. | Team                                    | Resultaat    | Uitgeschakeld door                      |    | Nr.                            | Team         | Resultaat                        | Uitgeschakeld door |
| --- | --------------------------------------- | ------------ | --------------------------------------- | -- | ------------------------------ | ------------ | -------------------------------- | ------------------ |
| 1.  | Arantxa Sánchez Vicario Todd Woodbridge | winnaars     | winnaars                                | 5. | Nicole Provis Mark Woodforde   | tweede ronde | Nana Miyagi Kent Kinnear         |                    |
| 2.  | Natallja Zverava Kelly Jones            | halve finale | Zina Garrison-Jackson Rick Leach        | 6. | Stephanie Rehe Danie Visser    | tweede ronde | Pam Shriver Sandon Stolle        |                    |
| 3.  | Zina Garrison-Jackson Rick Leach        | finale       | Arantxa Sánchez Vicario Todd Woodbridge | 7. | Elna Reinach Patrick Galbraith | eerste ronde | Elizabeth Smylie John Fitzgerald |                    |
| 4.  | Larisa Neiland Cyril Suk                | eerste ronde | Jill Hetherington Glenn Michibata       | 8. | Patty Fendick Steve DeVries    | eerste ronde | Gigi Fernández Todd Witsken      |                    |

## Toernooischema
| Legenda | Legenda                  |
| ------- | ------------------------ |
| Q       | Qualifier                |
| WC      | Deelname via wildcard    |
| LL      | Lucky Loser              |
| r       | Opgave / trok zich terug |
| w/o     | Walk-over                |
| Alt     | Alternate                |
| SE      | Special Exempt           |
| PR      | Protected Ranking        |
| d       | Diskwalificatie          |

### Finale
| Finale |                                         |   |   |  |
|        |                                         |   |   |  |
| 1      | Arantxa Sánchez Vicario Todd Woodbridge | 7 | 6 |  |
| 3      | Zina Garrison-Jackson Rick Leach        | 5 | 4 |  |

Prijzengeld
| Resultaat    | Prijzengeld (per team) |
| ------------ | ---------------------- |
| winnaars     | $ 54.987               |
| finale       | $ 27.489               |
| halve finale | $ 13.706               |
| kwartfinale  | $ 6.314                |
| tweede ronde | $ 3.157                |
| eerste ronde | $ 1.617                |

### Bovenste helft
| Eerste ronde | Eerste ronde                            | Eerste ronde | Eerste ronde | Eerste ronde |  |   | Tweede ronde                 | Tweede ronde                            | Tweede ronde | Tweede ronde | Tweede ronde |  |  | Kwartfinale | Kwartfinale                             | Kwartfinale | Kwartfinale | Kwartfinale |  |  | Halve finale | Halve finale                            | Halve finale | Halve finale | Halve finale |
|              |                                         |              |              |              |  |   |                              |                                         |              |              |              |  |  |             |                                         |             |             |             |  |  |              |                                         |              |              |              |
| 1            | Arantxa Sánchez Vicario Todd Woodbridge | 6            | 6            |              |  |   |                              |                                         |              |              |              |  |  |             |                                         |             |             |             |  |  |              |                                         |              |              |              |
|              | Amy Frazier Ronnie Båthman              | 4            | 2            |              |  |   | 1                            | Arantxa Sánchez Vicario Todd Woodbridge | 6            | 6            |              |  |  |             |                                         |             |             |             |  |  |              |                                         |              |              |              |
|              | Mary Pierce Hendrik Jan Davids          | 7            | 2            | 2            |  |   | Kathy Rinaldi Grant Connell  | 4                                       | 4            |              |              |  |  |             |                                         |             |             |             |  |  |              |                                         |              |              |              |
|              | Kathy Rinaldi Grant Connell             | 6            | 6            | 6            |  |   |                              |                                         |              |              |              |  |  | 1           | Arantxa Sánchez Vicario Todd Woodbridge | 6           | 6           |             |  |  |              |                                         |              |              |              |
|              | Conchita Martínez Javier Sánchez        | 6            | 6            |              |  |   |                              |                                         |              |              |              |  |  |             | Conchita Martínez Javier Sánchez        | 1           | 1           |             |  |  |              |                                         |              |              |              |
| Alt          | Rosalyn Fairbank-Nideffer Gary Muller   | 4            | 4            |              |  |   |                              | Conchita Martínez Javier Sánchez        | 6            | 6            | 6            |  |  |             |                                         |             |             |             |  |  |              |                                         |              |              |              |
|              | Gigi Fernández Todd Witsken             | 6            | 6            |              |  |   | Gigi Fernández Todd Witsken  | 2                                       | 7            | 3            |              |  |  |             |                                         |             |             |             |  |  |              |                                         |              |              |              |
| 8            | Patty Fendick Steve DeVries             | 4            | 4            |              |  |   |                              |                                         |              |              |              |  |  |             |                                         |             |             |             |  |  | 1            | Arantxa Sánchez Vicario Todd Woodbridge | 6            | 6            |              |
| 4            | Larisa Neiland Cyril Suk                | 3            | 7            | 5            |  |   |                              |                                         |              |              |              |  |  |             |                                         |             |             |             |  |  |              | Jill Hetherington Glenn Michibata       | 3            | 3            |              |
|              | Jill Hetherington Glenn Michibata       | 6            | 5            | 7            |  |   |                              | Jill Hetherington Glenn Michibata       | 6            | 6            |              |  |  |             |                                         |             |             |             |  |  |              |                                         |              |              |              |
|              | Laura Golarsa Sergio Casal              | 6            | 3            | 5            |  |   | Kristine Radford Piet Norval | 2                                       | 4            |              |              |  |  |             |                                         |             |             |             |  |  |              |                                         |              |              |              |
|              | Kristine Radford Piet Norval            | 2            | 6            | 7            |  |   |                              |                                         |              |              |              |  |  |             | Jill Hetherington Glenn Michibata       | 7           | 3           | 6           |  |  |              |                                         |              |              |              |
| WC           | Pam Shriver Sandon Stolle               | 6            | 6            |              |  |   |                              |                                         |              |              |              |  |  | WC          | Pam Shriver Sandon Stolle               | 6           | 6           | 2           |  |  |              |                                         |              |              |              |
|              | Katrina Adams Luke Jensen               | 4            | 3            |              |  |   | WC                           | Pam Shriver Sandon Stolle               | 6            | 6            |              |  |  |             |                                         |             |             |             |  |  |              |                                         |              |              |              |
|              | Amanda Coetzer Stefan Kruger            | 5            | 3            |              |  | 6 | Stephanie Rehe Danie Visser  | 3                                       | 4            |              |              |  |  |             |                                         |             |             |             |  |  |              |                                         |              |              |              |
| 6            | Stephanie Rehe Danie Visser             | 7            | 6            |              |  |   |                              |                                         |              |              |              |  |  |             |                                         |             |             |             |  |  |              |                                         |              |              |              |